# Tomica i prijatelji: Legenda o zakopanom blagu
Tomica i prijatelji: Legenda o zakopanom blagu (eng. Thomas & Friends: Sodor's Legend of the Lost Treasure) je britanski animirani film redatelja David Stoten iz 2015. godine i filmskog serijala Tomica i prijatelji.

## Glavne uloge
- Joseph May
- John Hasler
- Jamie Campbell Bower
- John Hurt
- Eddie Redmayne
- Keith Wickham
- Olivia Colman
- William Hope
- Kerry Shale
- Rob Rackstraw

## Vanjske poveznice
- Tomica i prijatelji: Legenda o zakopanom blagu na Internet Movie Databaseu (engl.)